# Azulejo Fortuny
El azulejo Fortuny es una pieza de cerámica arquitectónica nazarí de la ciudad de Granada, (España), de gran tamaño —90x46cm—, con decoración dorada que data de la época nazarí en el reinado de Yusuf III. Perteneció al dintel de una puerta de la antigua casa-cancillería árabe de La Alhambra. Denominado así por su último propietario.
El palacio de Yusuf fue asolado después de que Felipe V despojara del título y sus cometidos al marqués de Mondéjar, descendiente de los condes de Tendilla que durante siglos habían ejercido de alcaides y tenían allí su residencia.
Entre algunos elementos de la demolición pudo salvarse este azulejo en las manos del pintor Fortuny y después de otros cambios de dueño llegó a formar parte de la colección del museo llamado Instituto Valencia de Don Juan ubicado en la ciudad española de Madrid.

## Antecedentes históricos
El rey nazarí Muhammad II (que reinó en Granada entre 1273 y 1302) mandó construir en La Alhambra un suntuoso palacio. Casi un siglo después Yúsuf III (que reinó entre 1408 y 1417) lo rehízo casi íntegramente. El viajero y humanista Hieronymus Münzer afirmó en sus escritos que era «el más espléndido de los palacios visitados».
Tenía en su entorno una serie de dependencias y pabellones alrededor de un patio con un estanque central. 
Cuando los Reyes Católicos conquistaron Granada nombraron alcaide de La Alhambra al segundo conde de Tendilla —primer marqués de Mondéjar—  y este eligió vivir en la fortaleza justamente en este antiguo palacio de la zona del Partal. La familia Tendilla-Mondéjar  mantuvo durante siglos la alcaidía y el buen mantenimiento de La Alhambra y fueron siempre fieles a la Casa de Austria. Cuando llegó a España el futuro rey Felipe V y tuvo lugar la Guerra de Sucesión el entonces alcaide honorífico José de Mendoza Ibáñez de Segovia formó parte del Consejo de Guerra del Archiduque Carlos, lo que le condujo a que en 1718 Felipe V le privara  del título y le confiscara todos sus bienes. Tras estos avatares el palacio de Yusuf fue abandonado, demolido y entregado al pillaje y la destrucción.

## Historia del hallazgo

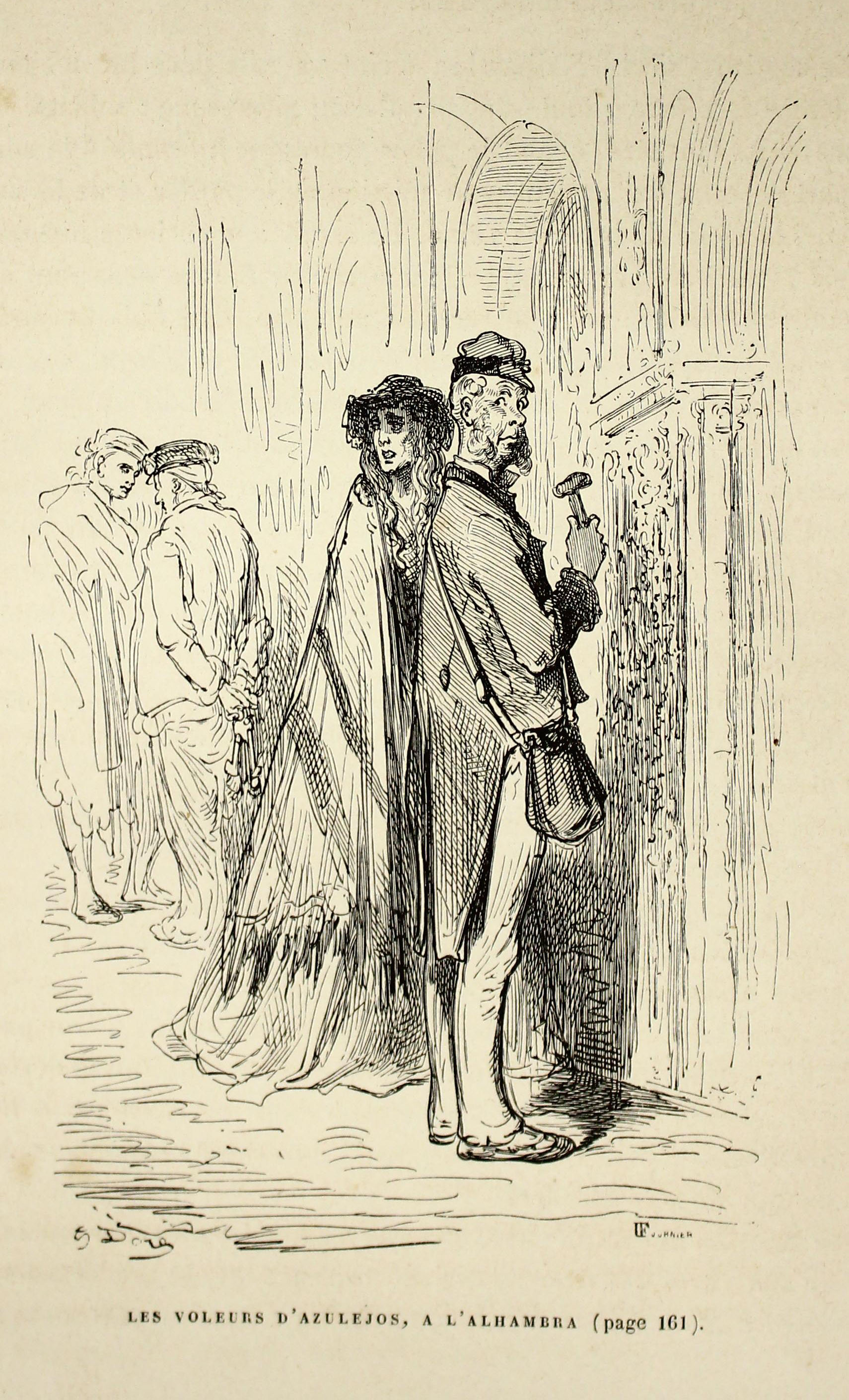
Ilustración satírica e ilustrativa de Gustave Doré aparecida en L´Espagne (1874) del barón Charles Davillier. Un ejemplo de destrucción y hurto

El pintor Fortuny halló el azulejo en una tienda del Albaicín, según contaba en una carta dirigida a su cuñado Raimundo de Madrazo fechada el 30 de octubre de 1871. Le comentaba que perteneció probablemente al dintel de una puerta de la antigua casa-cancillería árabe de La Alhambra; el dintel debió disponer de dos azulejos idénticos, uno de ellos hecho añicos y el otro —el descubierto por Fortuny— entero.
Una vez en su poder trasladó la pieza a Roma (junto con otros objetos de su colección), ciudad donde tenía pensado pasar algunos años; pero falleció el 21 de noviembre de 1874 sin testar, dejando tras él una importante colección de obras de arte muchas de ellas guardadas en París. Para una primera subasta  se editó un catálogo de sus bienes y Davillier fue el encargado de la introducción del mismo. Entre los objetos de su colección se encontraba el azulejo de La Alhambra que adquirió en esta ocasión el conde de Dino al precio de 2.500 francos. En 1894 tuvo lugar en París la subasta de su colección y fue entonces cuando intervino el arqueólogo y político Guillermo de Osma y Scull junto con su suegro el conde  de Valencia de Don Juan, pujando por la cantidad de 19 500 francos. Una vez en su poder, el azulejo regresó a España para formar parte de la colección de obras de arte que se exhiben en el Instituto Valencia de Don Juan de Madrid junto con otras obras catalogadas igualmente en el periodo nazarí.

## Descripción y datación del azulejo
Gracias a la inscripción de la orla que enmarca el azulejo ha podido datarse con seguridad como obra del reinado de Yusuf III. Es un texto que se repite hasta seis veces, en escritura nasji. La escritura dice:

Gloria a nuestro señor el Sultán Abi-l-Hayyay al Nasr li-Din-Allah

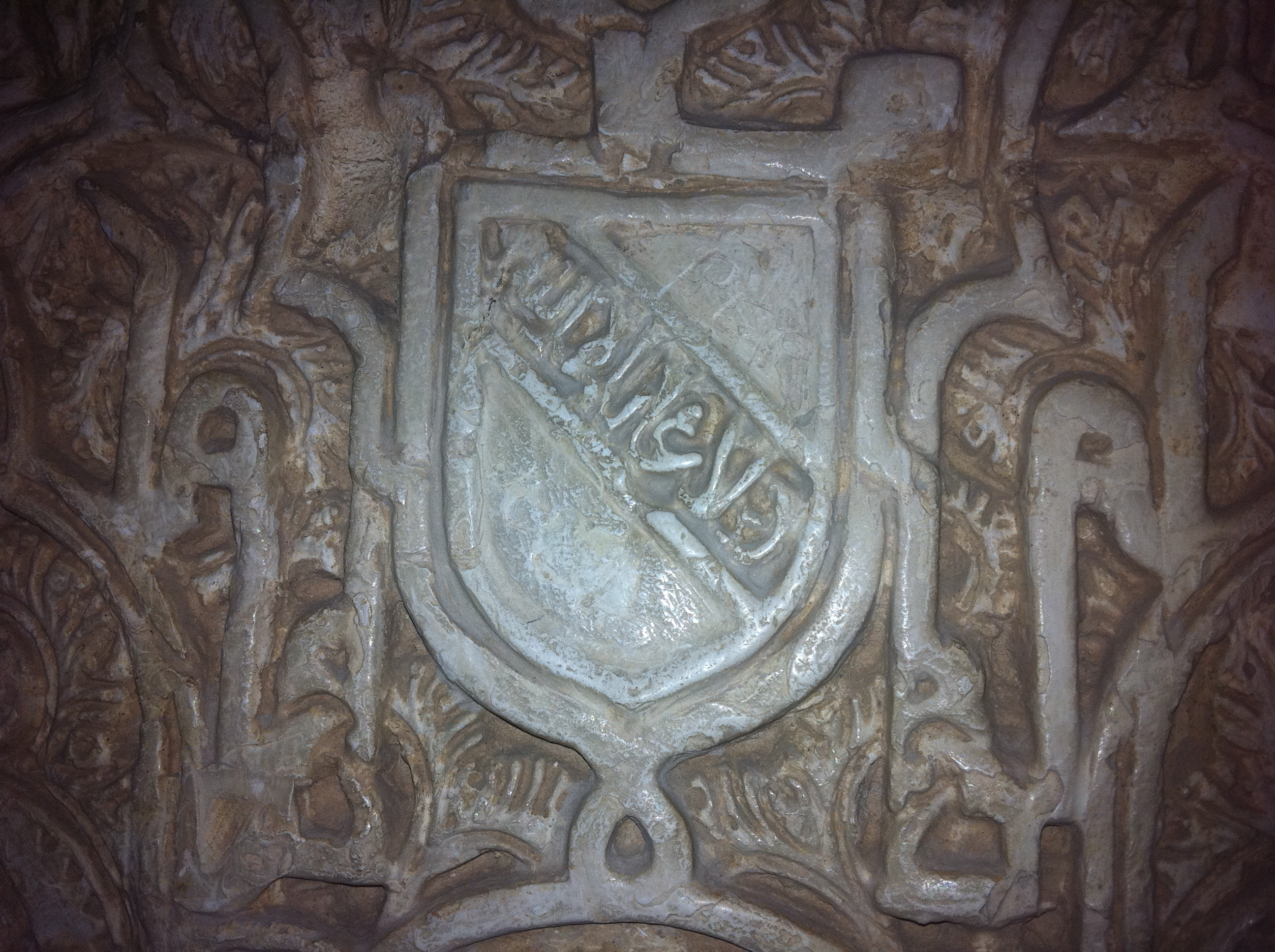
Escudo nazarí en la arquitectura de La Alhambra

Es una frase que podría referirse tanto a Yusuf I —1333-1354— como a Yusuf II si no fuera por el título Nasr li-Din-Allah que corresponde solo a Yusuf III; fue eso lo que dio la pista para una datación correcta. Es un título que puede comprobarse en la inscripción de su sepultura. Está pintado en dorado vidriado sobre un fondo de estaño. La decoración corresponde a una fusión de dibujos hispanomusulmanes y góticos. Como decoración hispanomusulmana se puede citar el eje vertical en el que aparecen tres escudos nazaríes y también los epígrafes de los bordes. La tradición andalusí contribuye además con el ataurique, con las palmetas sin simetría pero con un aporte naturalista en el remate con cabezas de pájaros y cabezas de otros animales que bien pudieran ser lobos más otros pájaros independientes. Como telón de fondo de estos dibujos se distinguen tallos y flores de seis pétalos que parecen piñas mezclado con otras plantas, lo que demuestra toda una vegetación al gusto gótico y lejos de lo que pudiera ser vegetación hispanomusulmana.